# چرپانوفو
شهر چرپانوفو (به روسی: Черепаново) در کشور روسیه و در استان نووسیبیرسک واقع شده‌است.